# بيير دي كاستيلنو
بيير دي كاستلنُو (؟ – توفي. في 15 يناير 1208)؛ كان رجل دين فرنسيًا عُيّن مبعوثًا بابويًا عام 1199 للتصدي لهرطقة الكاثار، قبل أن يُغتال هُناك في عام 1208، عقب وفاته أصدر البابا إنوسنت الثالث أمرًا بتقديسه، واستنكر الكونت ريمون السادس التولوزي، وأعلن بدء الحملة الصليبية ضد الألبيجينين.

## السيرة الذاتية
وُلد بيير دي كاستلنُو في أبرشية مونبلييه، أصبح شماسًا رئيسيًا في ماغيلون، وفي عام 1199 عينه البابا إنوسنت الثالث أحد المبعوثين البابويين لمكافحة هرطقة الكاثار في منطقة لانغدوك، وفي عام 1202 اعتنق الرهبنة في دير فونفرويد التابع للسيسترسيين في ناربون، وبحلول عام 1203 تم تأكيده كمبعوث بابوي ورئيس محقق، أولًا في لانغدوك، ثم في فيفييه ومونبلييه.
في عام 1207 كان بيير في وادي الرون ومنطقة بروفانس، حيث انخرط في النزاع بين كونت لو بو وكونت ريمون السادس من تولوز، تم اغتيال كاستلنُو في 15 يناير 1208، ربما على يد وكيل من أنصار ريمون، ولكن هذا لم يُثبت أبدًا، ومع ذلك اعتبر البابا إنوسنت الثالث ريمون مسؤولًا عن الحادث: فقد كانت جريمة اغتيال بيير السبب المباشر في حرمان ريمون من الطقوس الكنسية وبدء الحملة الصليبية ضد الألبيجينيين.
تم تطويبه بيير بقرار باباوي في عام 1208 بواسطة البابا إنوسنت الثالث، وتوضع رفاته في كنيسة دير سانت-جيل القديم.